# Johann Wohlmeyer

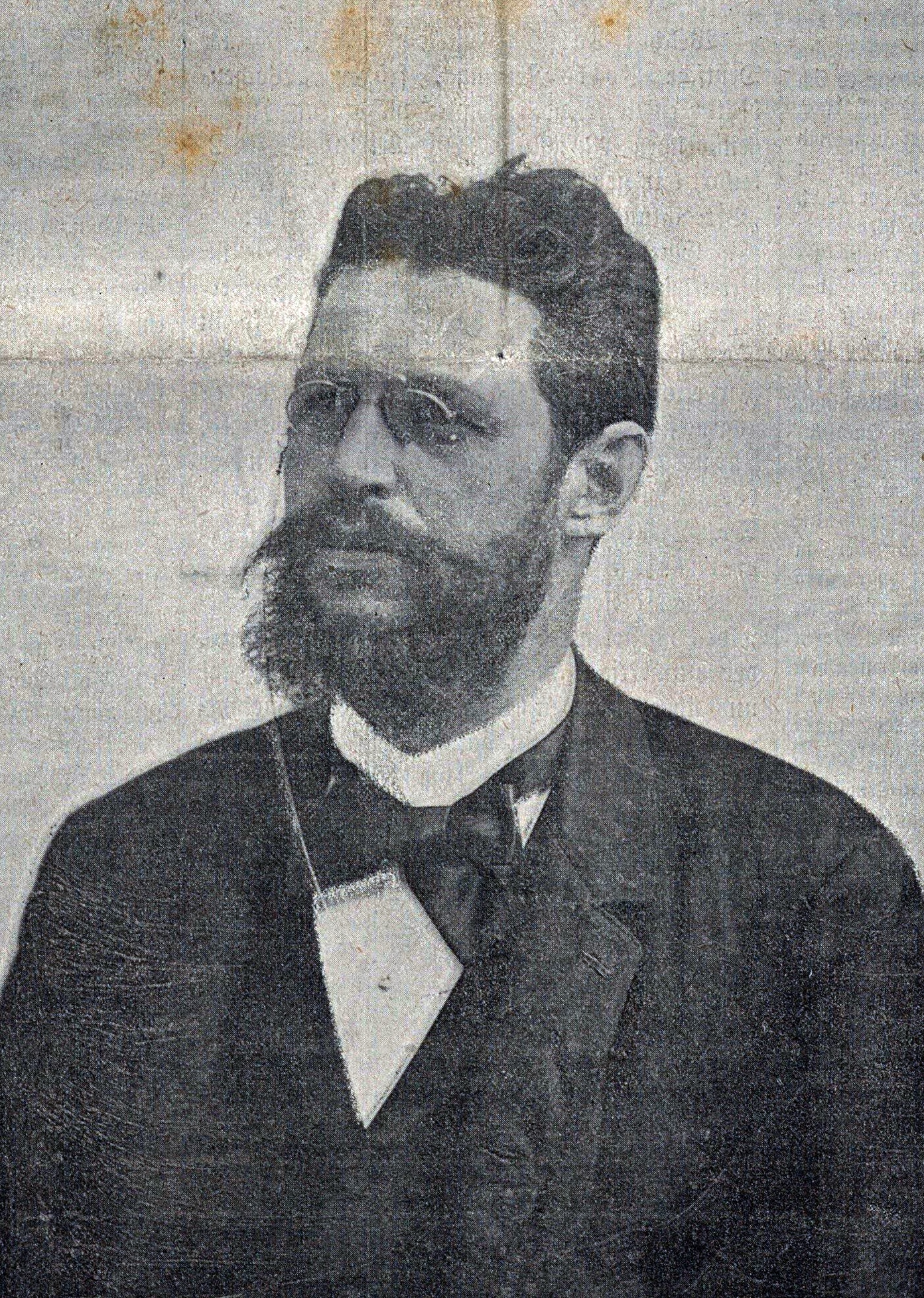
Johann Wohlmeyer 1896

Johann Wohlmeyer (* 14. September 1850 in St. Pölten; † 8. März 1932 ebenda) war österreichischer Baumeister und Politiker (CSP), Abgeordneter zum niederösterreichischen Landtag und zum Reichsrat sowie Abgeordneter zur Provisorischen Nationalversammlung.

## Leben
Johann Wohlmeyer wurde am 14. September 1850 unehelich in St. Pölten als Sohn des Baumeisters Joseph Wohlmayer und der Franziska geb. Lindner geboren. Nachdem die Eltern 1851 heirateten wurde der Sohn legitimiert. Die Geschwister wurden schon legitim geboren. Seine Familie betrieb seit 1840 ein Bauunternehmen in der Stadt. Nachdem er seine Baumeisterprüfung abgelegt hatte, arbeitete er im Familienbetrieb. Er baute neben der Herz-Jesu-Kirche auch einen Teil der Anlage der Harlander Coats. Zudem war er für den Umbau des Grand Hotel Pittner und des St. Pöltner Rathauses verantwortlich.
Wohlmeyer engagierte sich schon früh politisch. Er war langjähriges Mitglied im St. Pöltner Gemeinderat, gründete den „christlichen Arbeiterverein St. Pölten“ und war Mitglied weiterer christlichsozialer Vereinigungen. 1896 besiegte er den bisherigen Abgeordneten zum niederösterreichischen Landtag Hermann Ofner, im Jahr darauf wurde er in den Reichsrat gewählt, dem er bis 1918 angehörte (IX., X., XI. und XII. Legislaturperiode).
Seiner erbittertster Gegner, sowohl im Gemeinderat als auch im Reichsrat, war Wilhelm Voelkl. Nachdem Voelkl ihn 1902 bei der Landtagswahl besiegte, gelang es Wohlmeyer im Jahr darauf, den Gemeindeausschuss aufheben und Voelkl als Bürgermeister absetzen zu lassen, ein Regierungskommissar führte die Amtsgeschäfte. Mit einem triumphalen Wahlsieg kehrte Voelkl 1904 schließlich ins Bürgermeisteramt zurück.
Vom 21. Oktober 1918 bis zum 16. Februar 1919 war er Mitglied der Provisorischen Nationalversammlung. Nach dem Ausscheiden aus der Nationalversammlung setzte er sich zur Ruhe und verstarb am 8. März 1932 in seiner Heimatstadt.
Wohlmeyer war der Onkel von Heinrich und Julius Raab.

## Ehrungen
- Wohlmeyergasse in St. Pölten (1964)[5]